# Early Queen
Early Queen es una variedad cultivar de ciruelo (Prunus salicina), de las denominadas ciruelas japonesas,
una variedad de ciruela variedad moderna obtenida en Francia se incluye en el grupo de las ciruelas 'P. salicina'. Las frutas son muy precoces en floración y en maduración, tienen un tamaño mediano, con un color de piel púrpura oscuro a negro, y pulpa de color púrpura oscuro, con textura bastante jugosa, y sabor bastante dulce, con aroma característico de ciruela de las denominadas ciruelas japonesas. Muy buena calidad, se utiliza como fruta fresca de mesa.

## Sinonimias
- "Early Queen (cov)",
- "Earliqueen®".

## Historia
En el año 1933 se crean como empresa familiar los viveros "Darnaud". 
En 1992, la familia decide separar la actividad de investigación y desarrollo de variedades frutales de hueso, de la actividad viverista, surge entonces la división "International Plant Selection" (IPS). IPS se centra en la región de Auvernia-Ródano-Alpes, y ha conseguido un renombre internacional gracias a su colaboración en exclusiva con numerosos obtentores en todo el mundo. IPS se ha convertido en líder en su campo con 15 hectáreas de campos de experimentación en "Drôme Provençale" (Francia), y 6 hectáreas en la región de Murcia (España).
'Early Queen' es una variedad de ciruela francesa moderna, reconocida incluida en el grupo de las ciruelas 'P. salicina', donde por la política de la empresa no están revelados sus parentales de procedencia ni los pasos de obtención. Está comercializada como marca registrada® Variedad club.

## Características
'Early Queen' árbol de vigoroso crecimiento, de generosa producción, requiere poco mantenimiento. Requiere suelo ligero y una posición soleada. Tiene un tiempo de floración que comienza muy precoz a finales de marzo.
'Early Queen' tiene una talla de tamaño medio (peso promedio 33 g.), de forma globosa, con la sutura perceptible, línea fina, incolora y transparente, situada en una depresión más o menos acentuada, continuando en la parte inferior dorsal; epidermis con abundante pruina blanco grisácea, no se aprecia pubescencia, siendo el color de la piel púrpura muy oscuro a negro, punteado abundante pequeño; Pedúnculo de longitud mediano, grueso con la parte superior formando maza, sin pubescencia, ubicado en una cavidad del pedúnculo de anchura bastante amplia, medianamente profunda, medianamente rebajada en la sutura y más suavemente en el lado opuesto;pulpa de color púrpura oscuro, con textura bastante jugosa, y sabor bastante dulce, con aroma típico a las denominadas ciruelas japonesas, ºBrix 13. Buena calidad.
Hueso muy adherente, que no se separa de la pulpa, de tamaño pequeño, elíptico redondeado, zona pistilar amplia y redondeada, zona ventral y surcos poco acusados, caras laterales medianamente labradas, granulosas.
Su tiempo de recogida de cosecha es muy precoz, se inicia en su maduración desde finales de mayo a mediados de junio.

## Usos
La ciruela 'Early Queen' debido a su textura jugosa, de gran calidad, por lo que se utiliza como ciruela de postre fresca en mesa.

## Cultivo
La ciruela 'Early Queen' es una variedad de las "denominadas ciruelas japonesas Prunus salicina" que está bien adaptada a los climas de las regiones mediterráneas, y otras regiones climáticas, y es muy fértil.
La ciruela 'Early Queen' es parcialmente autofértil con los alelos "Se - Sh", necesita polen de otras variedades para cuaje del fruto, siendo polinizadores entre otros: 'Crimson Glo' (cov) - 'Black Diamond', 'Black Amber' - 'Black Splendor' y 'Santa Rosa'.